# Nikolay Gorelov
Nikolay Fyodorovich Gorelov (em russo:  Николай Фёдорович Горелов; nascido em 23 de fevereiro de 1948) é um ex-ciclista soviético.
Competiu com a equipe soviética nos Jogos Olímpicos de Montreal 1976 na prova de corrida em estrada e terminou em quinto lugar.